# 坪上貞二
坪上 貞二（つぼかみ ていじ、1884年6月1日 - 1979年5月28日）は、日本の外交官。拓務次官、満洲拓殖公社総裁を経て、太平洋戦争中に初代駐タイ特命全権大使として日泰攻守同盟条約に調印した。戦後公職追放され、追放解除後に日本海外協会連合会（現 国際協力機構）会長を務めた。

## 人物
佐賀県出身。1909年東京高等商業学校（のちの一橋大学）卒業。外務省入省。1912年ウラジオストク外交官補。外務省アジア局第2課長や、外務大臣官房会計課長、文化事業部長、拓務次官を経て、1935年に満洲国、南満洲鉄道、三井合名会社、三菱合資会社の出資で設立された満洲拓殖株式会社総裁に就任。1937年満洲拓殖公社総裁、1940年満洲国参議府参議。
太平洋戦争が始まった1941年から1944年まで初代駐タイ特命全権大使を務め、1941年12月8日、マレー作戦においてタイ王国のプレーク・ピブーンソンクラーム首相との間で、タイ政府が日本軍の通過を認める旨の日泰攻守同盟条約を締結した。
戦後GHQにより、公職追放された。日華学会評議員、日本科学振興財団評議員等もを歴任。また財団法人日本海外協会連合会（現 国際協力機構）では副会長を経て、村田省蔵初代会長の後任として第二代会長を務めた。

## 著書
- 『満洲移民の現状の百万戸移民計画』拓務省拓務局、1938年。NDLJP:1278675。